# Kostel svatého Václava (Blíževedly)
Kostel svatého Václava stojí u náměstí v obci Blíževedly na Českolipsku. Původně gotická stavba je po přestavbě v 18. století raně barokní stavbou.

## Historie

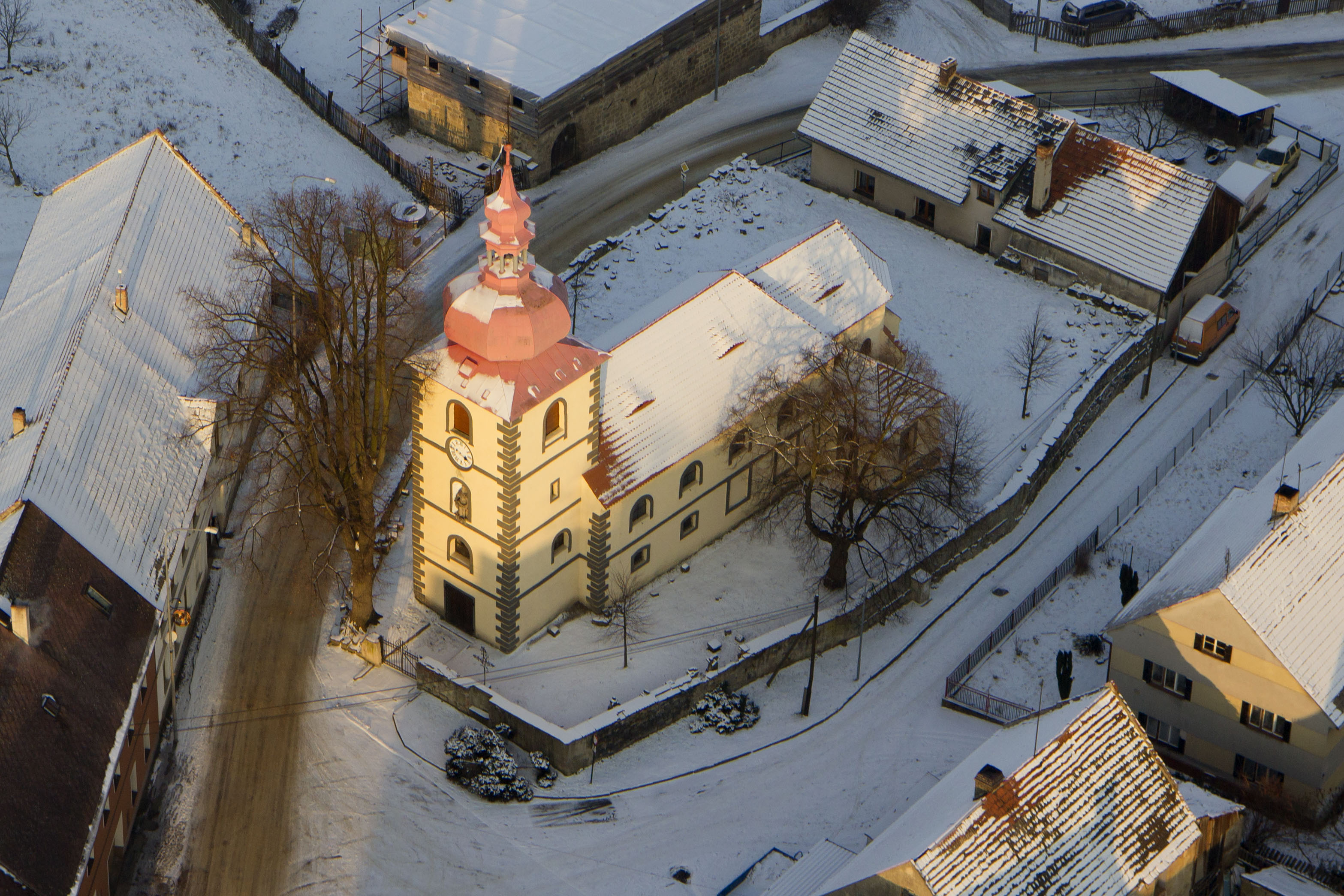
Letecký pohled na kostel sv. Václava

Na místě, kde dnes kostel stojí, stál v 14. století kostel původní, gotický. O existenci původního kostela je záznam z roku 1352. Zachovaly se z něj zdi presbytáře. Kostel byl postupně přestavován, poprvé koncem 14. století. V roce 1763 byla barokizována kostelní loď a přestavba byla dokončena až v roce 1677. V roce 1818 byl staticky zajištěn presbytář. V roce 1835 byla nově pokryta střecha. V roce 2008 dostal kostel kompletně novou fasádu.
Byl vykraden po roce 2000 a z původního vybavení se mnoho nezachovalo, jsou zde zachovány malby na stropě a iluzivní výmalba stěn. Na kruchtě je torzo varhan, některá okna jsou poškozená. V mohutné věži farního kostela byly kdysi dva zvony (Josef a Václav). Kolem roku 2018 byl do věže pořízen z iniciativy tehdejšího duchovního správce, R.D. Ing. Josefa Rouska (ex currendo adm. z Jestřebí), malý zvon, náhradou za nedochované dva původní (druhotně umístěný odjinud). Až do smrti tohoto kněze bývaly v kostele jednou měsíčně v období od dubna do října pravidelné bohoslužby.

## Další informace
Kostel je evidován od května 1958 v celostátním seznamu kulturních památek pod číslem registru 16721/5 - 2840.
Ze středu náměstí vede kolem kostela místní silnice směrem na Stranné a Litice. Turisticky značená trasa zde vedena není, nejblíže je na náměstí u morového sloupu. U kostela je starý, již nepoužívaný hřbitov, na němž se nachází několik málo, vesměs velmi poškozených, náhrobků. Zdi hřbitova jsou poškozeny kořeny stromů.

### Související článek
- Římskokatolická farnost Blíževedly